# Andreas M. Fleckner
Andreas Martin Fleckner (* 1980 in Gießen) ist ein deutscher Rechtswissenschaftler.

## Leben
Er legte die erste juristische Staatsprüfung 2003 in Hessen und die zweite juristische Staatsprüfung in Hamburg 2011 ab. Er erwarb den Legum Magister an der Harvard Law School (2005), die Promotion an der Universität Regensburg zum Dr. iur. (2008 bei Reinhard Zimmermann und Inge Kroppenberg), die Prüfung der beruflichen Eignung als Börsenhändler in Stuttgart (2011) und den Master of Public Administration an der Harvard Kennedy School (2015). Er war Lehrbeauftragter an der Bucerius Law School (2009–2019) und Forschungsgruppenleiter am Max-Planck-Institut für Steuerrecht und Öffentliche Finanzen (2016–2018). Er leitet die Otto-Hahn-Gruppe zur Finanzmarktregulierung am Institut (seit 2019) und lehrt als Professor an der Humboldt-Universität zu Berlin (seit 2020).
Seine Forschungsschwerpunkte sind bürgerliches Recht, Handels-, Gesellschafts- und Kapitalmarktrecht und römisches Recht und Europäische Rechtsgeschichte.

## Schriften (Auswahl)
- als Herausgeber mit Harald Baum, Markus Roth und Alexander Hellgardt: Perspektiven des Wirtschaftsrechts. deutsches, europäisches und internationales Handels-, Gesellschafts- und Kapitalmarktrecht. Beiträge für Klaus J. Hopt aus Anlass seiner Emeritierung. de Gruyter Recht, Berlin 2008, ISBN 978-3-89949-502-7, urn:nbn:de:101:1-201608162450.
- Antike Kapitalvereinigungen. Ein Beitrag zu den konzeptionellen und historischen Grundlagen der Aktiengesellschaft (= Forschungen zum römischen Recht. Abhandlung 55). Böhlau, Köln 2010, ISBN 978-3-412-20474-7 (Zugl.: Regensburg, Univ., Diss., 2008; ausgezeichnet mit dem Otto Hahn Award[4]).
- als Herausgeber mit Klaus J. Hopt: Comparative corporate governance. A functional and international analysis (= International corporate law and financial market regulation). Cambridge University Press, New York 2013, ISBN 978-1-107-02511-0.